# Deflexilodes enigmaticus
Deflexilodes enigmaticus är en kräftdjursart som beskrevs av Edward Lloyd Bousfield och Chevrier 1996. Deflexilodes enigmaticus ingår i släktet Deflexilodes och familjen Oedicerotidae. Inga underarter finns listade i Catalogue of Life.